# گروه هولوتا
گروه هولوتا (انگلیسی: Haulotte Group) شرکت ساخت‌وساز فرانسوی است، که در سال ۱۹۷۰ تأسیس شد.